# Real Conquista
Real Conquista é um bairro localizado na região sudoeste da cidade brasileira de Goiânia. Foi construído pelo governo estadual para abrigar os moradores do processo de desocupação do Parque Oeste Industrial (em 2005).

## História
O Real Conquista foi fundado em 2006 e abriga hoje, em grande parte, casas populares. Em menos de dez anos, mais de duas mil famílias residiam no local.

## Demografia
Segundo dados do Instituto Brasileiro de Geografia e Estatística (IBGE), divulgados pela prefeitura, no Censo 2010 a população do Real Conquista era de 5 217 pessoas.